# Bulbophyllum therezienii
Bulbophyllum therezienii là một loài phong lan thuộc chi Bulbophyllum.